# Paralympiska vinterspelen 2006
Paralympiska vinterspelen 2006, de nionde paralympiska vinterspelen, hölls 10–19 mars 2006 i Turin i Italien. Detta var första gången Italien står som värdnation för de paralympiska vinterspelen. De var även värdar för paralympiska sommarspelen 1960 i Rom. 
Den officiella logotypen visar namnet Torino, som är det italienska namnet på den stad som på svenska heter Turin. Spelens motto är: Passion lives here.
Turin valdes 19 juni 1999 till arrangör i konkurrens med Sion (Schweiz) med röstsiffrorna 53 mot 36. Fyra andra kandidatstäder hade ratats tidigare i urvalsprocessen: Helsingfors (Finland), Poprad-Tatry (Slovakien), Zakopane (Polen) och Klagenfurt (Österrike).

## Grenar
| - Alpin utförsåkning - Kälkhockey - Längdskidåkning/Skidskytte - Rullstolscurling |

### Kalender
| Dag                | 10 | 11 | 12 | 13 | 14 | 15 | 16 | 17 | 18 | 19 |
| ------------------ | -- | -- | -- | -- | -- | -- | -- | -- | -- | -- |
| Ceremonier         |    |    |    |    |    |    |    |    |    |    |
| Alpin utförsåkning |    |    |    |    |    |    |    |    |    |    |
| Kälkhockey         |    |    |    |    |    |    |    |    |    |    |
| Längdskidåkning    |    |    |    |    |    |    |    |    |    |    |
| Rullstolscurling   |    |    |    |    |    |    |    |    |    |    |
| Skidskytte         |    |    |    |    |    |    |    |    |    |    |
| Dag                | 10 | 11 | 12 | 13 | 14 | 15 | 16 | 17 | 18 | 19 |

Rött och guld visar aktivitetsdagar, guld i sig markerar att det denna dag är final.

## Deltagande nationer

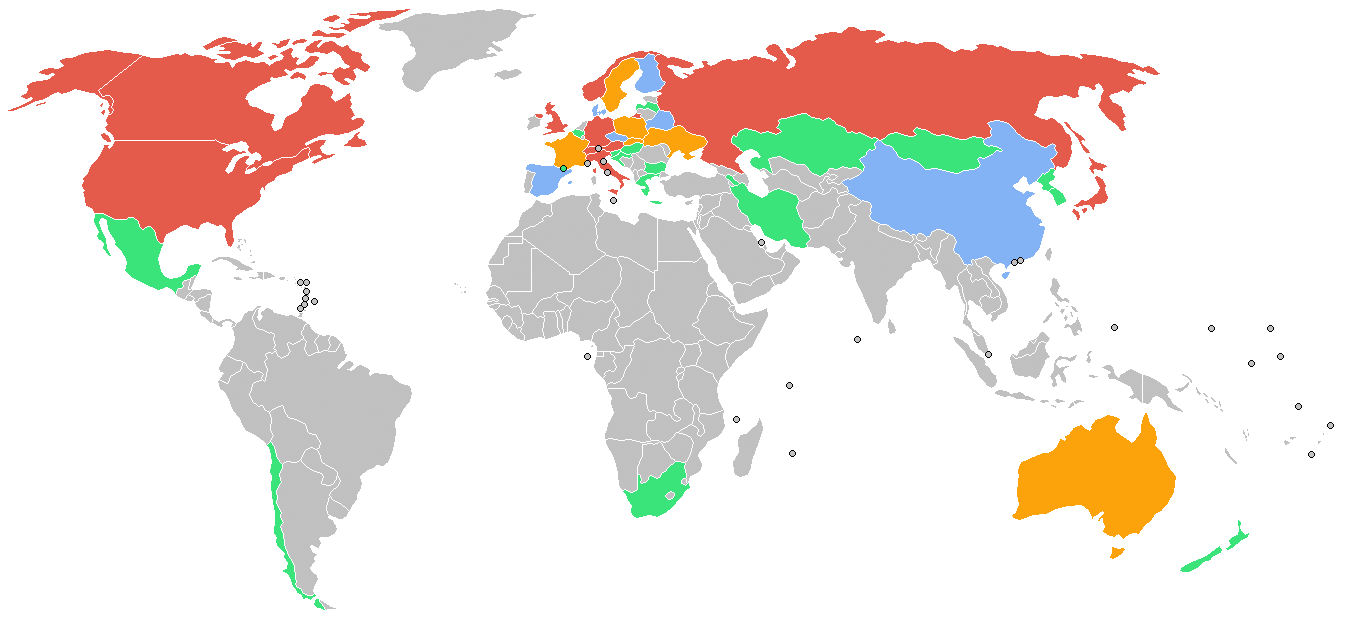
39 medverkande nationer:
Medverkade ej
1–4 idrottare
5–9 idrottare
10–19 idrottare
mer än 20 idrottare

39 nationer deltog i mästerskapen. Av dessa deltog sammanlagt 5 länder i samtliga sporter: Sverige, Italien, Kanada, Norge och USA.
| Afrika                                                                        | Afrika                                                                 | Afrika                                                                  | Afrika                                                                       |
| ----------------------------------------------------------------------------- | ---------------------------------------------------------------------- | ----------------------------------------------------------------------- | ---------------------------------------------------------------------------- |
| - Sydafrika                                                                   |                                                                        |                                                                         |                                                                              |
| Amerika                                                                       |                                                                        |                                                                         |                                                                              |
| - Chile                                                                       | - Kanada                                                               | - Mexiko                                                                | - USA                                                                        |
| Asien                                                                         |                                                                        |                                                                         |                                                                              |
| - Iran - Japan                                                                | - Kazakhstan - Kina                                                    | - Mongoliet                                                             | - Sydkorea                                                                   |
| Europa                                                                        |                                                                        |                                                                         |                                                                              |
| - Andorra - Armenien - Azerbajdzjan - Belgien - Bulgarien - Danmark - Finland | - Frankrike - Grekland - Italien - Kroatien - Lettland - Norge - Polen | - Ryssland - Slovakien - Slovenien - Spanien - Storbritannien - Sverige | - Schweiz - Tjeckien - Tyskland - Ukraina - Ungern - Vitryssland - Österrike |
| Oceanien                                                                      |                                                                        |                                                                         |                                                                              |
| - Australien                                                                  | - Nya Zeeland                                                          |                                                                         |                                                                              |

## Medaljligan
Detta är en tabell över antalet medaljer per land i de paralympiska vinterspelen 2006.
      Värdnation (Italien)
| Paralympiska vinterspelen 2006 - Medaljfördelning | Paralympiska vinterspelen 2006 - Medaljfördelning | Paralympiska vinterspelen 2006 - Medaljfördelning | Paralympiska vinterspelen 2006 - Medaljfördelning | Paralympiska vinterspelen 2006 - Medaljfördelning | Paralympiska vinterspelen 2006 - Medaljfördelning |
| Placering                                         | Nation                                            | Guld                                              | Silver                                            | Brons                                             | Totalt                                            |
| ------------------------------------------------- | ------------------------------------------------- | ------------------------------------------------- | ------------------------------------------------- | ------------------------------------------------- | ------------------------------------------------- |
| 1                                                 | Ryssland                                          | 13                                                | 13                                                | 7                                                 | 33                                                |
| 2                                                 | Tyskland                                          | 8                                                 | 5                                                 | 5                                                 | 18                                                |
| 3                                                 | Ukraina                                           | 7                                                 | 9                                                 | 9                                                 | 25                                                |
| 4                                                 | Frankrike                                         | 7                                                 | 2                                                 | 6                                                 | 15                                                |
| 5                                                 | USA                                               | 7                                                 | 2                                                 | 3                                                 | 12                                                |
| 6                                                 | Kanada                                            | 5                                                 | 3                                                 | 5                                                 | 13                                                |
| 7                                                 | Österrike                                         | 3                                                 | 4                                                 | 7                                                 | 14                                                |
| 8                                                 | Japan                                             | 2                                                 | 5                                                 | 2                                                 | 9                                                 |
| 9                                                 | Italien                                           | 2                                                 | 2                                                 | 4                                                 | 8                                                 |
| 10                                                | Polen                                             | 2                                                 | 0                                                 | 0                                                 | 2                                                 |
| 11                                                | Vitryssland                                       | 1                                                 | 6                                                 | 2                                                 | 9                                                 |
| 12                                                | Norge                                             | 1                                                 | 1                                                 | 3                                                 | 5                                                 |
| 13                                                | Australien                                        | 0                                                 | 1                                                 | 1                                                 | 2                                                 |
| 13                                                | Schweiz                                           | 0                                                 | 1                                                 | 1                                                 | 2                                                 |
| 13                                                | Slovakien                                         | 0                                                 | 1                                                 | 1                                                 | 2                                                 |
| 13                                                | Spanien                                           | 0                                                 | 1                                                 | 1                                                 | 2                                                 |
| 17                                                | Storbritannien                                    | 0                                                 | 1                                                 | 0                                                 | 1                                                 |
| 17                                                | Tjeckien                                          | 0                                                 | 1                                                 | 0                                                 | 1                                                 |
| 19                                                | Sverige                                           | 0                                                 | 0                                                 | 1                                                 | 1                                                 |
|                                                   | Summa:                                            | 58                                                | 58                                                | 58                                                | 174                                               |

### Medaljfördelningen för varje tävling
| Nr    | Datum   | Tid         | Sport              | Disciplin                    |                |                |                   |
| ----- | ------- | ----------- | ------------------ | ---------------------------- | -------------- | -------------- | ----------------- |
| 1     | 11 mars | 11:00–13:35 | Alpin utförsåkning | Utförsåkning H LW1–9         | Tyskland       | Australien     | Österrike         |
| 2     | 11 mars | 11:00–13:35 | Alpin utförsåkning | Utförsåkning D LW1–9         | Frankrike      | Tyskland       | Slovakien         |
| 3     | 11 mars | 10:00–15:50 | Skidskytte         | 12,5 km H (sittande)         | Ryssland       | Ryssland       | Ryssland          |
| 4     | 11 mars | 10:00–15:50 | Skidskytte         | 12,5 km H (synskadade)       | Ukraina        | Ryssland       | Tyskland          |
| 5     | 11 mars | 10:00–15:50 | Skidskytte         | 12,5 km H (stående)          | Ryssland       | Ryssland       | Norge             |
| 6     | 11 mars | 10:00–15:50 | Skidskytte         | 12,5 km D (synskadade)       | Japan          | Ukraina        | Tyskland          |
| 7     | 11 mars | 10:00–15:50 | Skidskytte         | 12,5 km D (stående)          | Frankrike      | Ukraina        | Japan             |
| 8     | 11 mars | 10:00–15:50 | Skidskytte         | 10 km D (sittande)           | Ukraina        | Ukraina        | Ukraina           |
| 9     | 12 mars | 10:00–13:55 | Längdskidåkning    | 5 km H (sittande)            | Ryssland       | Ukraina        | Frankrike         |
| 10    | 12 mars | 10:00–13:55 | Längdskidåkning    | 5 km H (stående)             | USA            | Vitryssland    | Tyskland          |
| 11    | 12 mars | 10:00–13:55 | Längdskidåkning    | 5 km H (synskadade)          | Kanada         | Tyskland       | Norge             |
| 12    | 12 mars | 10:00–13:55 | Längdskidåkning    | 5 km D (stående)             | Polen          | Ryssland       | Ukraina           |
| 13    | 12 mars | 10:00–13:55 | Längdskidåkning    | 5 km D (synskadade)          | Tyskland       | Ryssland       | Ryssland          |
| 14    | 12 mars | 10:00–13:55 | Längdskidåkning    | 2,5 km D (sittande)          | Ukraina        | Vitryssland    | Ukraina           |
| 15    | 12 mars | 11:00–13:55 | Alpin utförsåkning | Utförsåkning H (synskadade)  | Tyskland       | Kanada         | Frankrike         |
| 16    | 12 mars | 11:00–13:55 | Alpin utförsåkning | Utförsåkning H (sittande)    | USA            | USA            | Frankrike         |
| 17    | 12 mars | 11:00–13:55 | Alpin utförsåkning | Utförsåkning D (sittande)    | USA            | Japan          | Österrike         |
| 18    | 12 mars | 11:00–13:55 | Alpin utförsåkning | Utförsåkning D (synskadade)  | Frankrike      | Österrike      | Italien           |
| 19    | 13 mars | 11:00–13:35 | Alpin utförsåkning | Super-G D (stående)          | Frankrike      | Kanada         | Österrike         |
| 20    | 13 mars | 11:00–13:35 | Alpin utförsåkning | Super-G H (stående)          | Österrike      | Tyskland       | Australien        |
| 21    | 14 mars | 11:00–13:55 | Alpin utförsåkning | Super-G H (sittande)         | Tyskland       | Österrike      | Österrike         |
| 22    | 14 mars | 11:00–13:55 | Alpin utförsåkning | Super-G H (synskadade)       | Italien        | Slovakien      | Kanada            |
| 23    | 14 mars | 11:00–13:55 | Alpin utförsåkning | Super-G D (sittande)         | USA            | Japan          | Kanada            |
| 24    | 14 mars | 11:00–13:55 | Alpin utförsåkning | Super-G D (synskadade)       | Österrike      | Tjeckien       | Italien           |
| 25    | 14 mars | 10:00–15:15 | Skidskytte         | 7,5 km H (stående)           | Ryssland       | Tyskland       | Norge             |
| 26    | 14 mars | 10:00–15:15 | Skidskytte         | 7,5 km H (sittande)          | Ryssland       | Ukraina        | Ukraina           |
| 27    | 14 mars | 10:00–15:15 | Skidskytte         | 7,5 km H (synskadade)        | Ryssland       | Ukraina        | Kanada            |
| 28    | 14 mars | 10:00–15:15 | Skidskytte         | 7,5 km D (stående)           | Ryssland       | Ryssland       | Frankrike         |
| 29    | 14 mars | 10:00–15:15 | Skidskytte         | 7,5 km D (sittande)          | Ukraina        | Ukraina        | Ukraina           |
| 30    | 14 mars | 10:00–15:15 | Skidskytte         | 7,5 km D (synskadade)        | Tyskland       | Japan          | Ryssland          |
| 31    | 15 mars | 10:00–14:25 | Längdskidåkning    | 10 km H (stående)            | USA            | Ryssland       | Ryssland          |
| 32    | 15 mars | 10:00–14:25 | Längdskidåkning    | 10 km H (sittande)           | Ryssland       | Ryssland       | Ukraina           |
| 33    | 15 mars | 10:00–14:25 | Längdskidåkning    | 10 km H (synskadade)         | Kanada         | Vitryssland    | Ryssland          |
| 34    | 15 mars | 10:00–14:25 | Längdskidåkning    | 10 km D (stående)            | Ryssland       | Ukraina        | Frankrike         |
| 35    | 15 mars | 10:00–14:25 | Längdskidåkning    | 10 km D (synskadade)         | Ryssland       | Ryssland       | Vitryssland       |
| 36    | 15 mars | 10:00–14:25 | Längdskidåkning    | 5 km D (sittande)            | Ukraina        | Vitryssland    | Kanada            |
| 37    | 16 mars | 10:00–15:35 | Alpin utförsåkning | Storslalom H (stående)       | Tyskland       | Japan          | Schweiz           |
| 38    | 16 mars | 10:00–15:35 | Alpin utförsåkning | Storslalom D (stående)       | Kanada         | Tyskland       | Frankrike         |
| 39    | 17 mars | 10:00–15:55 | Alpin utförsåkning | Storslalom H (sittande)      | Tyskland       | Japan          | Österrike         |
| 40    | 17 mars | 10:00–15:55 | Alpin utförsåkning | Storslalom H (synskadade)    | Frankrike      | Italien        | Spanien           |
| 41    | 17 mars | 10:00–15:55 | Alpin utförsåkning | Storslalom D (sittande)      | Japan          | USA            | Italien           |
| 42    | 17 mars | 10:00–15:55 | Alpin utförsåkning | Storslalom D (synskadade)    | Italien        | Frankrike      | Österrike         |
| 43    | 17 mars | 10:00–12:25 | Längdskidåkning    | Stafett 3x2,5 km D           | Ryssland       | Vitryssland    | Ukraina           |
| 44    | 17 mars | 10:00–12:25 | Längdskidåkning    | Stafett 1x3,75 km + 2x5 km H | Norge          | Ryssland       | Ukraina           |
| 45    | 17 mars | 11:00–13:50 | Rullstolscurling   | Brons                        | Avgörs 18 mars | Avgörs 18 mars | Sverige           |
| 46    | 18 mars | 9:00–10:55  | Längdskidåkning    | 15 km H                      | Ukraina        | Ryssland       | Ryssland          |
| 47    | 18 mars | 9:00–10:55  | Längdskidåkning    | 10 km D                      | Vitryssland    | Ukraina        | Kanada            |
| 48    | 18 mars | 10:00–15:35 | Alpin utförsåkning | Slalom H (Stående)           | Österrike      | Schweiz        | Tyskland          |
| 49    | 18 mars | 10:00–15:35 | Alpin utförsåkning | Slalom D (Stående)           | USA            | Frankrike      | USA               |
| 50    | 18 mars | 11:00–13:50 | Rullstolscurling   | Guld                         | Kanada         | Storbritannien | Avgjordes 17 mars |
| 51–52 | 18 mars | 17:00–22:50 | Kälkhockey         |                              | Kanada         | Norge          | USA               |
| 53    | 19 mars | 10:00–13:30 | Längdskidåkning    | 20 km H (stående)            | Ryssland       | Ryssland       | USA               |
| 54    | 19 mars | 10:00–13:30 | Längdskidåkning    | 20 km H (synskadade)         | Ukraina        | Kanada         | Vitryssland       |
| 55    | 19 mars | 10:00–13:30 | Längdskidåkning    | 15 km D (stående)            | Polen          | Ryssland       | Ukraina           |
| 56    | 19 mars | 10:00–13:30 | Längdskidåkning    | 15 km D (synskadade)         | Ryssland       | Vitryssland    | Ryssland          |
| 57    | 19 mars | 10:00–15.55 | Alpin utförsåkning | Slalom H (sittande)          | Tyskland       | Österrike      | Österrike         |
| 58    | 19 mars | 10:00–15.55 | Alpin utförsåkning | Slalom H (synskadade)        | Frankrike      | Spanien        | Tyskland          |
| 59    | 19 mars | 10:00–15.55 | Alpin utförsåkning | Slalom D (sittande)          | USA            | Italien        | Japan             |
| 60    | 19 mars | 10:00–15.55 | Alpin utförsåkning | Slalom D (synskadade)        | Frankrike      | Österrike      | Italien           |

LW1–9 = Stående klass

LW10–12 = Sittande skidåkningsklass

B1–3 = Synskadade klasser

## Ceremonier

### Öppningsceremonin
Öppningsceremonin för de paralympiska vinterspelen ägde rum den 10 mars 2006 på Stadio Olimpico di Torino. 

### Avslutningsceremonin
Avslutningsceremonin ägde rum den 19 mars 2006.

## De olympiska byarna

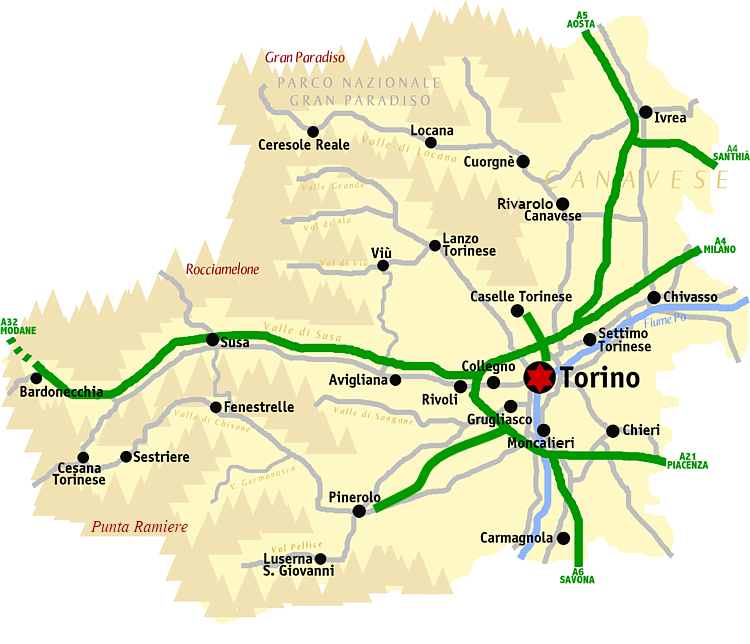
Översiktskarta över provinsen Torino.

- Bardonecchia
- Sestriere
- Turin

## Olympiska platser

### Olympiska områden
- Turin
- Pinerolo
- Pragelato
- Sestriere